# Браунлаге
Браунлаге (нем. Braunlage) — город в Германии, курорт, расположен в земле Нижняя Саксония.
Входит в состав района Гослар. Население составляет 6314 человек (на 31 декабря 2010 года). Занимает площадь 21,70 км². Официальный код — 03 1 53 003.
Город подразделяется на 3 городских района.
На юге над городом возвышается гора Хасселькопф.

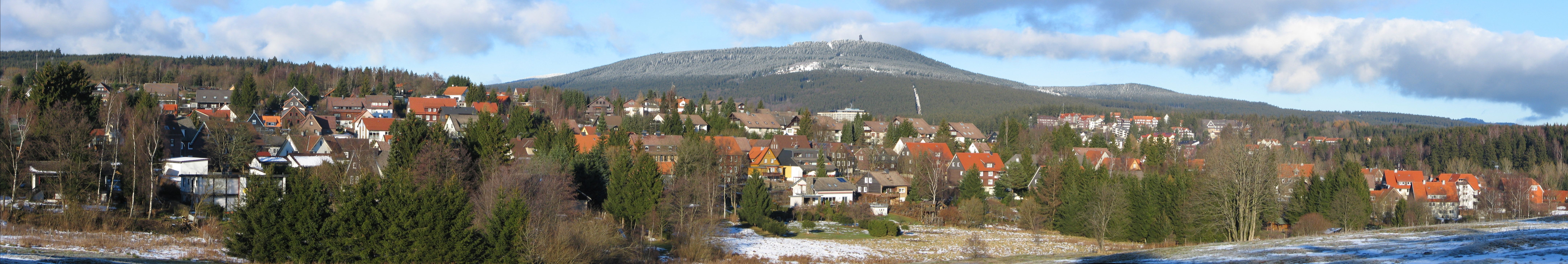
Браунлаге — панорама.

| Год  | Население |
| ---- | --------- |
| 1990 | 5685      |
| 1995 | 6161      |
| 2000 | 5529      |
| 2005 | 5212      |
| 2010 | 4787      |

## Фотографии

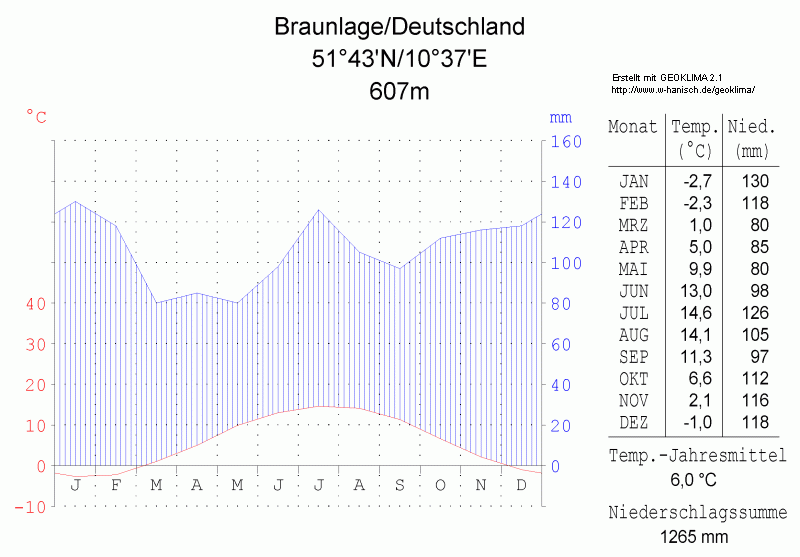
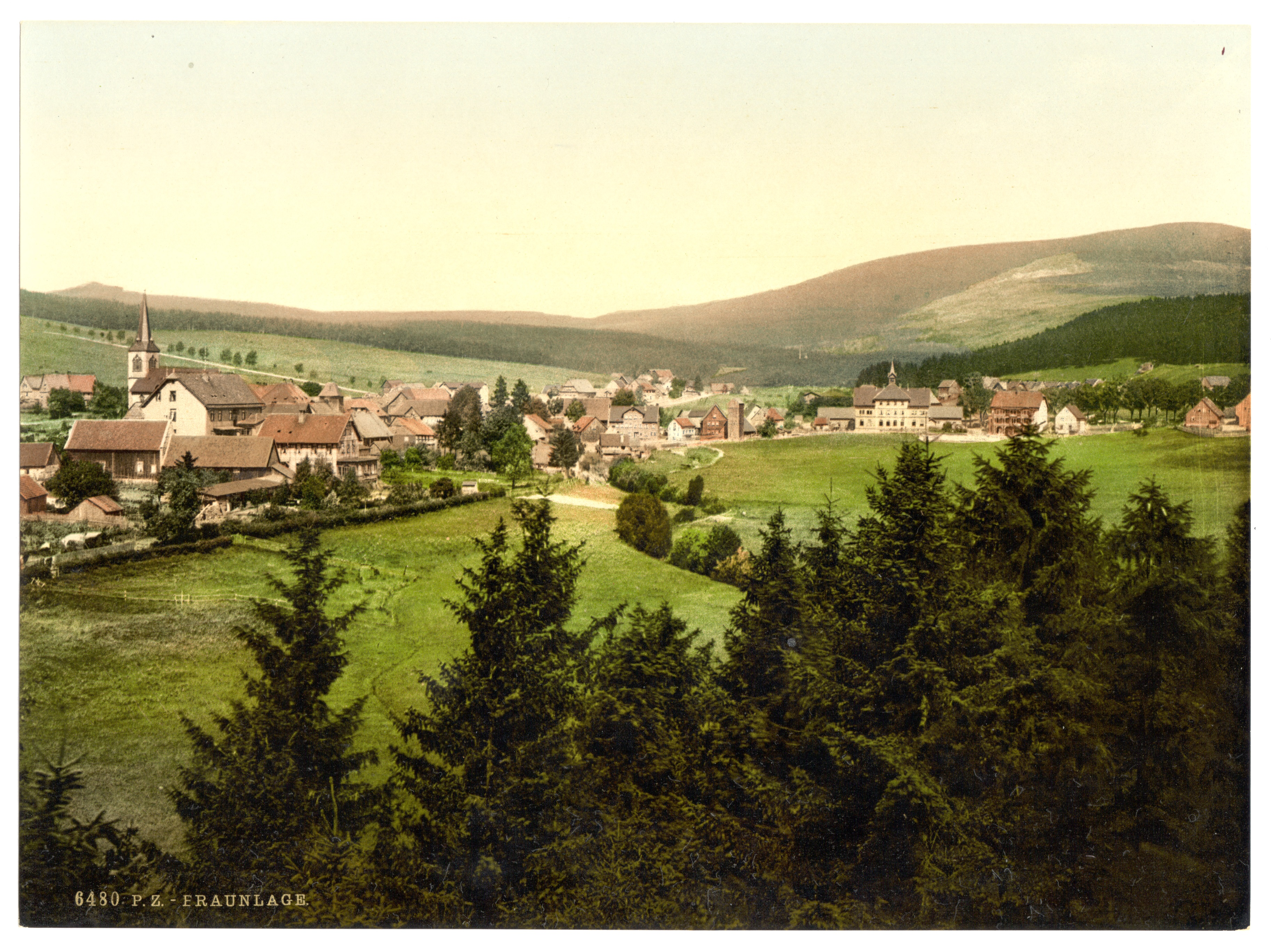
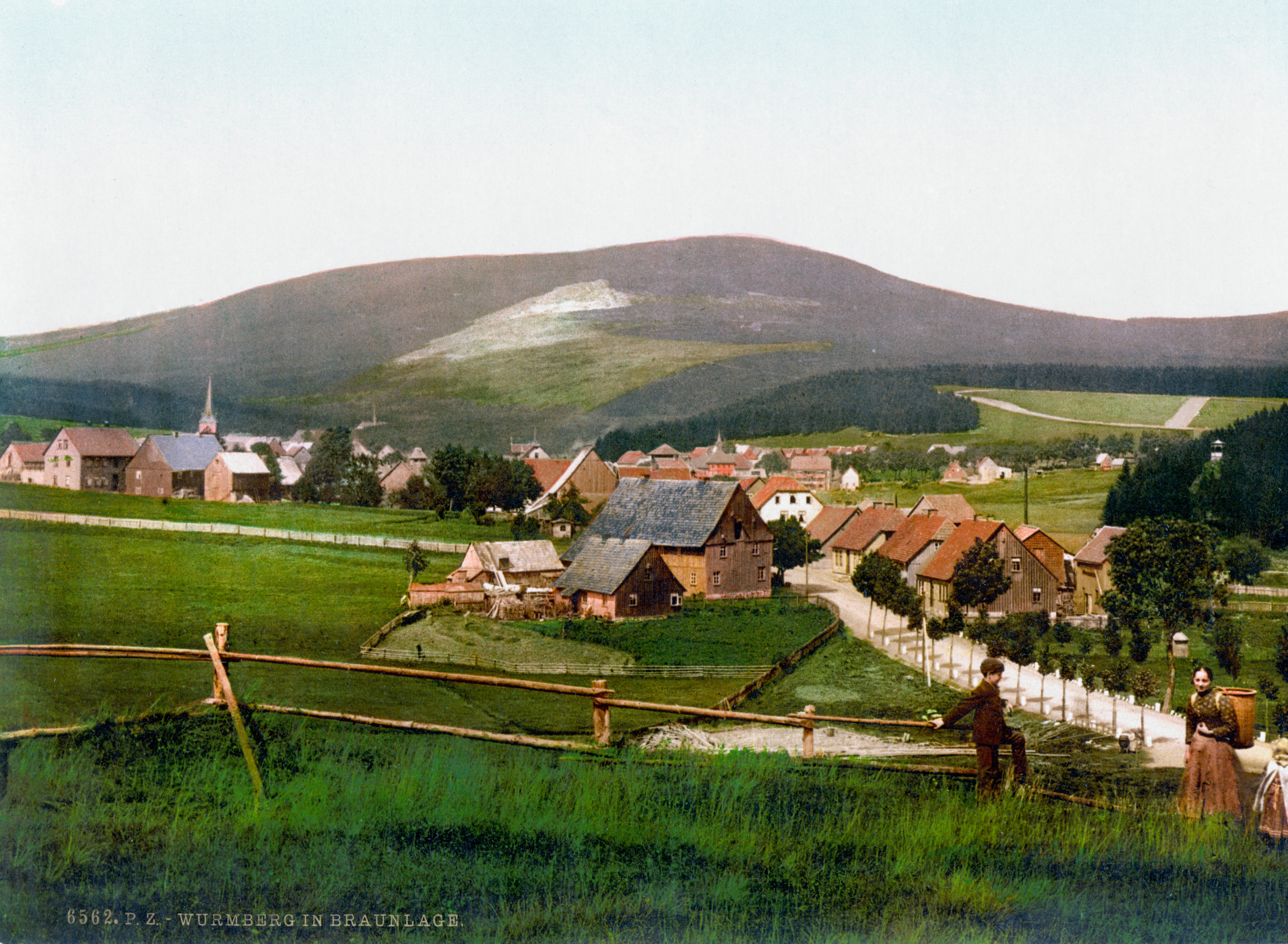
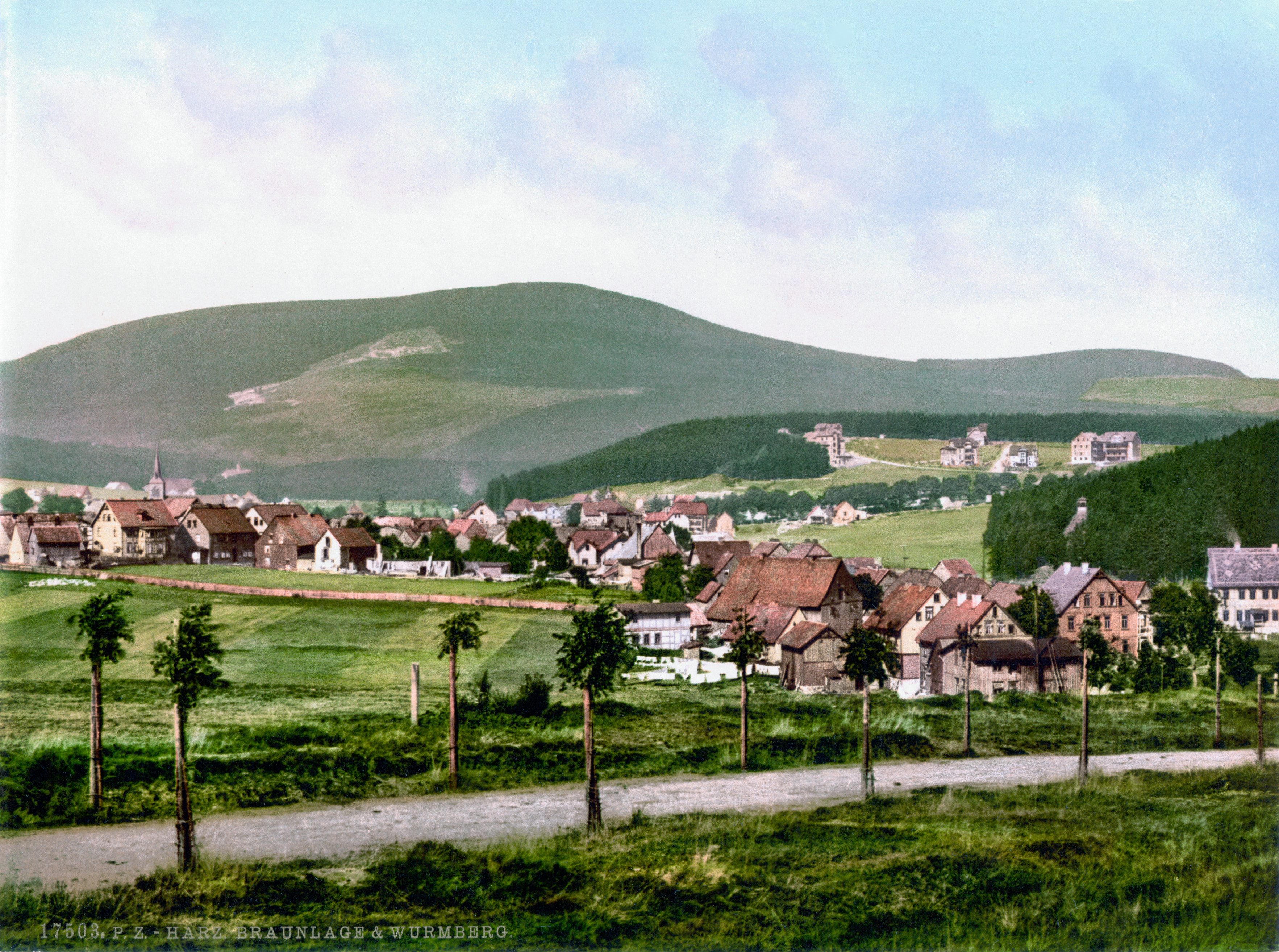